# Santuario de Nuestra Señora del Santísimo Rosario de Manáoag
El Santuario de Nuestra Señora del Santísimo Rosario de Manáoag es un edificio religioso situado en la provincia de Pangasinán en Filipinas. Este santuario católico, administrado por la orden de los dominicos, pertenece a la Arquidiócesis de Lingayen-Dagupan y ha sido canónicamente afiliado a la Basílica de Santa María la Mayor, en Roma, desde junio de 2011.  Es la sede de la parroquia de Manáoag y las ciudades circundantes. En ella se rinde culto a Nuestra Señora de Manáoag.

## Situación
Se encuentra a unos 200 kilómetros al norte de Manila. Es fácilmente accesible en transporte público. Esta da 4-5 horas en autobús desde Cubao, Ciudad de Quezón.

## Historia
Según consta en el Boletin Eclesiastico de Filipinas publicado por los padres Dominicos Manáoag fue fundada el año de 1608. 
Los dominicos comenzaron a construir la iglesia en su actual emplazamiento en 1701. Su expansión comenzó en 1882 pero fue frustrada por un terremoto en 1892. Los dominicos regresaron en 1901 y la iglesia que comenzó en el año 1882 se completó finalmente en gran medida en 1911-12.